# Matrimonio interracial en los Estados Unidos

Estados Unidos en la fecha de rechazo a las leyes anti-mestizaje:
No pasaron la ley
Antes 1888
1948 a 1967
12 de junio de 1967

El matrimonio interracial en Estados Unidos ha sido legal en todos los estados de Estados Unidos, solo después de la decisión de 1967 de la Corte Suprema Loving contra Virginia que consideró inconstitucionales las leyes "anti-mestizaje". La proporción de matrimonios interraciales ha ido en aumento desde entonces, de tal manera que el 15,1% de todos los nuevos matrimonios en los Estados Unidos eran interraciales para el año 2010, en comparación con un bajo porcentaje de un solo dígito a mediados del siglo XX.
La aprobación pública del matrimonio interracial aumentó de alrededor del 5% en la década de 1950 a alrededor del 80% en la década de 2000. La proporción de matrimonios interraciales es muy diferente según el origen étnico y el sexo de los cónyuges.

## Historia del matrimonio entre razas
El primer matrimonio interracial en llevarse a cabo en territorios que eventualmente serían absorbidos por los Estados Unidos fue el de 1565 entre Luisa de Ábrego, una negra libre andaluza, y Miguel Rodríguez, un segoviano, siendo la boda oficiada en San Agustín, Florida(Nueva España).
Los matrimonios interraciales, autorizados en España desde el 14 de enero de 1514, fueron legales en territorios como California, Texas o la Florida española.  A menudo se prohibieron estos matrimonios al caer bajo el dominio estadounidense y aplicarse las leyes Jim Crow. 

## Trasfondo cultural
Las diferentes edades de los individuos, que culminan en las divisiones generacionales, han jugado tradicionalmente un papel importante en la forma en que las parejas étnicas mixtas se perciben en la sociedad estadounidense. Los matrimonios interraciales han sido típicamente destacados a través de dos puntos de vista en los Estados Unidos: Igualitarismo y conservadurismo cultural. La visión del igualitarismo sobre el matrimonio interracial es la aceptación del fenómeno, mientras que los tradicionalistas ven el matrimonio interracial como tabú y como socialmente inaceptable. Los puntos de vista igualitarios suelen ser sostenidos por las generaciones más jóvenes, sin embargo, las generaciones mayores tienen una influencia inherente en los puntos de vista de los más jóvenes.  Gurung & Duong (1999) compiló un estudio relacionado con las relaciones étnicas mixtas ("MER") y las relaciones étnicas idénticas ("SER"), concluyendo que los individuos que forman parte de los "MER" generalmente no se ven a sí mismos de manera diferente a las parejas étnicas idénticas. Una investigación dirigida por Barnett, Birmania y Monahan entre 1963 y 1971 mostró que las personas que se casan con personas de diferente raza suelen ser mayores y la mayoría viven en un entorno urbano.